# La Esmeralda (Venezuela)
La Esmeralda è una città del Venezuela situata nello Stato di Amazonas e in particolare nel comune di Alto Orinoco.